# Cova de Lombrives
La cova de Lombrives (cauna de Lombrives en occità, grotte de Lombrives en francès) és una cova situada a l'Arieja, dins dels límits de la comuna d'Ussat i a tres quilòmetres de Tarascó. Una part de la cova és habilitada per a les visites turístiques.

## Història
La cova ha servit de refugi durant segles per a grups humans del Neolític, bandits, eremites, leprosos, pastors i, fins i tot, per a falsificadors de moneda. Aquesta cova també hauria servit de refugi al bisbe càtar Amiel Aicard després de la caiguda de Montsegur el 1244. També acollí a religiosos i nobles que s'hi refugiaren durant la Revolució francesa i a republicans durant el Primer Imperi.
Una inscripció, la més antiga trobada a la cova amb data de 1578, fa menció al rei Enric IV, llavors encara rei de Navarra.
El descobriment de dos cranis humans intactes, així com d'una gran varietat d'ossos humans, animals i ceràmica per part de Félix Garrigou, Jean-Baptiste Rames i Henri Filhol es van fer públics oficialment el 1864, tot i que sembla que hi hagué descobertes anteriors sobretot al lloc anomenat "cementiri".
Jean-Baptiste Noulet hi va continuar les excavacions el 1882 i Félix Régnault el va succeir a finals del segle xix.

## Situació i context
La cova de Lombrives s'obre a un centenar de metres per sobre de la vall de l'Arieja, en el massís del Cap de la Lesse (1189 m). Aquest massís acull també les coves de Nhaus i de Savart, que s'obren a la vall del Vic de Sòs. El conjunt de les tres coves constitueix una xarxa de galeries de 14 quilòmetres. La cova de Lombrives té 7 quilòmetres d'extensió.
També anomenada antigament gran caverna d'Ussat o cova de les Escales, la seva exposició al nord-est li ha fet valer el nom "d'ombrívola" (Ombrivo en occità) i, més tard, ombrive (Jean-Baptiste Noulet, 1882).
La cova es caracteritza per les seves galeries i sales de grans dimensions, pels paisatges subterranis variats i per un ric passat protohistòric i històric.